# Мораліте
Мораліте́ (фр. moralite, від лат. moralis — моральний) — жанр повчальної алегоричної драми середньовіччя та епохи Відродження в Західній Європі XIV—XVI ст.; моралізаторська, повчально-алегорична драма етичного змісту переважно віршованої форми.
Відома драма в Україні за доби бароко (наприкінці XVII—XVI ст.) як різновид шкільної драми. Мораліте переважно ставили на сцену Масницю.

## Характерні ознаки
Для жанру були характерні роздуми про сенс життя, нагадування про розплату за гріхи. На сцені відтворювали модель божественної світобудови, але в реальних формах, тому мораліте відрізняться від близьких містерії та міракля.
Основою фабули були схематизовані взаємини людини і довкілля, зображення страстей та розмірковування про них, полеміка про християнські чесноти, про випробування душі, що символізували життя людини. Однак дійова особа поставала пасивною, її долю вирішували алегоризовані сили добра і зла [3].

## Приклади творів
Найпершим відомим мораліте вважають франкомовну п'єсу «Мораліте про Розсудливого та Нерозсудливого» (1439). Популярною також є п 'єса «Базельський собор» (1450) Ж. Шателена. Схожий сюжет був розробленим в англійських анонімних п'єсах «Замок стійкості» (1405—1425), «Людство» (1465—1470), «Кожна людина» (1495). Пізніше у творах виразніше окреслюються соціальні проблеми, до прикладу: «Лихий Багач та Прокажений», «Торгівля, Ремесло, Пастух», «Про розумне та нерозумне». У цьому жанрі з'являються також гуманістичні акценти: «Засудження бенкетів» М. де ла Шене (1507), «Чотири стихії» Дж. Растелла (1519).
Окремі елементи мораліте вплинули на ренесансну драматургію (алегоричні фігури Часу у «Зимовій казці» В. Шекспіра чи Голоду, Хвороби, Слави у «Нумансії» М. де Сервантеса).

## Мораліте в українській літературі
Однією з перших п'єс цього жанру в українській літературі є текст, який зберігся в фрагментах «Умирающому чоловіку полезноє увіщаніє» невідомого автора; «Воскресеніє мертвих» Григорія Кониського (1747); «Трагедокомедіа о награжденіи в сем світі приїсканих діл, мздьі в будущей жизни вічной» Варлаама Лащевського
(40 рр. XVIII ст.)
Традиція жанру мораліте позначилася на міщанській драмі, побутовій комедії, історичній драмі. Вона вплинула і на комедію «Сто тисяч», «Хазяїн» І. Карпенка-Карого, «Молох» В.Винниченка тощо.